# American 500 1965
American 500 1965 var ett stockcarlopp ingående i Nascar Grand National Series (nuvarande Nascar Cup Series) som kördes 31 oktober 1965 på den 1,0 mile (1,609 km) långa ovalbanan North Carolina Motor Speedway i Rockingham i North Carolina. Totalt avverkades 500 miles (804,672 km) fördelat på 500 varv. Banunderlaget var asfalt. Loppet vanns av Curtis Turner i en Ford på tiden 4:54.17 körande för Wood Brothers Racing. Turners snitthastighet uppgick till 101,942 mph. Prispotten uppgick till 56 180 dollar, varav 13 090 dollar gick till segraren.

## Resultat
| Plc     | Nr | Förare          | Team/ bilägare              | Konstruktör | Start | Varv | Ledda varv |
| ------- | -- | --------------- | --------------------------- | ----------- | ----- | ---- | ---------- |
| 1       | 47 | Curtis Turner   | Wood Brothers Racing        | Ford        | 4     | 500  | 239        |
| 2       | 27 | Cale Yarborough | Banjo Matthews              | Ford        | 7     | 500  | 49         |
| 3       | 21 | Marvin Panch    | Wood Brothers Racing        | Ford        | 5     | 498  | 32         |
| 4       | 49 | G.C. Spencer    | GC Spencer Racing           | Ford        | 17    | 490  | 0          |
| 5       | 42 | Jim Paschal     | Petty Enterprises           | Plymouth    | 9     | 486  | 84         |
| 6       | 19 | J.T. Putney     | Herman Beam                 | Chevrolet   | 13    | 482  | 0          |
| 7       | 29 | Dick Hutcherson | Holman Moody                | Ford        | 8     | 475  | 0          |
| 8       | 64 | Elmo Langley    | Langley-Woodfield Racing    | Ford        | 15    | 468  | 0          |
| 9       | 87 | Buck Baker      | Buck Baker Racing           | Chevrolet   | 25    | 468  | 0          |
| 10      | 56 | Paul Lewis      | Curtis Larimer              | Ford        | 24    | 459  | 0          |
| 11      | 44 | Larry Hess      | Larry Hess                  | Ford        | 21    | 457  | 0          |
| 12      | 7  | Bobby Johns     | Shorty Johns                | Pontiac     | 18    | 448  | 0          |
| 13      | 83 | Worth McMillion | Allan McMillion             | Pontiac     | 41    | 439  | 0          |
| 14      | 38 | Wayne Smith     | Archie Smith                | Chevrolet   | 36    | 434  | 0          |
| 15      | 97 | Jimmy Helms     | Gene Cline                  | Ford        | 35    | 434  | 0          |
| 16      | 11 | Ned Jarrett     | Bondy Long                  | Ford        | 12    | 425  | 0          |
| 17      | 68 | Bob Derrington  | Bob Derrington              | Ford        | 38    | 414  | 0          |
| 18      | 25 | Neil Castles    | Buck Baker Racing           | Ford        | 19    | 408  | 0          |
| 19      | 88 | Jabe Thomas     | Jabe Thomas                 | Dodge       | 30    | 408  | 0          |
| 20      | 34 | Wendell Scott   | Scott Racing                | Ford        | 34    | 385  | 0          |
| 21      | 35 | Bobby Isaac     | Nichels Engineering         | Dodge       | 10    | 341  | 11         |
| 22      | 79 | Frank Warren    | Harold Rhodes               | Chevrolet   | 29    | 305  | 0          |
| 23      | 24 | Sam McQuagg     | Betty Lilly                 | Ford        | 11    | 254  | 0          |
| 24      | 86 | Buddy Baker     | Buck Baker Racing           | Plymouth    | 14    | 253  | 0          |
| 25      | 6  | David Pearson   | Owens Racing                | Dodge       | 3     | 234  | 0          |
| 26      | 9  | Darrell Bryant  | Roy Tyner                   | Chevrolet   | 42    | 228  | 0          |
| 27      | 28 | Fred Lorenzen   | Holman Moody                | Ford        | 6     | 214  | 0          |
| 28      | 57 | Lionel Johnson  | Clay Esteridge              | Ford        | 22    | 200  | 0          |
| 29      | 17 | Junior Spencer  | Jerry Mullins               | Ford        | 16    | 194  | 0          |
| 30      | 52 | E.J. Trivette   | Jess Potter                 | Chevrolet   | 37    | 186  | 0          |
| 31      | 46 | Roy Mayne       | Tom Hunter                  | Chevrolet   | 27    | 166  | 0          |
| 32      | 26 | Junior Johnson  | Junior Johnson & Associates | Ford        | 2     | 154  | 85         |
| 33      | 18 | Stick Elliott   | Toy Bolton                  | Chevrolet   | 20    | 113  | 0          |
| 34      | 59 | Tom Pistone     | Glen Sweet                  | Ford        | 26    | 90   | 0          |
| 35      | 02 | Doug Cooper     | Bob Cooper                  | Chevrolet   | 32    | 79   | 0          |
| 36      | 43 | Richard Petty   | Petty Enterprises           | Plymouth    | 1     | 58   | 0          |
| 37      | 89 | Roy Tyner       | Buck Baker Racing           | Oldsmobile  | 40    | 57   | 0          |
| 38      | 75 | Gene Black      | C.L. Crawford               | Ford        | 28    | 52   | 0          |
| 39      | 1  | Rene Charland   | Herman Beam                 | Ford        | 39    | 18   | 0          |
| 40      | 63 | Don Hume        | Don Hume                    | Ford        | 33    | 13   | 0          |
| 41      | 67 | Buddy Arrington | Arrington Racing            | Dodge       | 43    | 5    | 0          |
| 42      | 48 | John Sears      | DeWitt Racing               | Ford        | 23    | 1    | 0          |
| 43      | 10 | Darel Dieringer | Gary Weaver                 | Ford        | 31    | 0    | 0          |
| Källor: |    |                 |                             |             |       |      |            |